# Bundesteilhabegesetz
Das Bundesteilhabegesetz (BTHG) ist ein in der dritten von vier Reformstufen in Kraft getretenes deutsches Bundesgesetz, mit dem der Gesetzgeber sich das Ziel gesetzt hatte, auch im Hinblick auf die UN-Behindertenrechtskonvention (UN-BRK) eine zeitgemäßere Gestaltung mit besserer Nutzerorientierung und Zugänglichkeit sowie eine höhere Effizienz der deutschen Eingliederungshilfe zu erreichen. Kritiker des Gesetzes bemängelten dagegen, dass der leistungsberechtigte Personenkreis eingeschränkt werden soll, die Bevormundung durch Behörden steige, ein Sparzwang entstehe und sich der geplante Bürokratieabbau durch die Ausgestaltung des Gesetzes nicht realisieren lasse.

## Politische Ziele
Laut Koalitionsvertrag der 18. Wahlperiode des Bundestages („Deutschlands Zukunft gestalten“) unter dem Kabinett Merkel III wollte die Bundesregierung mit dem neuen Bundesteilhabegesetz folgendes erreichen:

„Wir wollen Menschen, die aufgrund einer wesentlichen Behinderung nur eingeschränkte Möglichkeiten der Teilhabe am Leben in der Gemeinschaft haben, aus dem bisherigen „Fürsorgesystem“ herausführen und die Eingliederungshilfe zu einem modernen Teilhaberecht weiterentwickeln. Die Leistungen sollen sich am persönlichen Bedarf orientieren und entsprechend einem bundeseinheitlichen Verfahren personenbezogen ermittelt werden. Leistungen sollen nicht länger institutionszentriert, sondern personenzentriert bereitgestellt werden. Wir werden das Wunsch- und Wahlrecht von Menschen mit Behinderung im Sinne der UN-Behindertenrechtskonvention berücksichtigen. Menschen mit Behinderung und ihre Verbände werden von Anfang an und kontinuierlich am Gesetzgebungsprozess beteiligt. Im Interesse von Kindern mit Behinderung und ihren Eltern sollen die Schnittstellen in den Leistungssystemen so überwunden werden, dass Leistungen möglichst aus einer Hand erfolgen können.“

Darüber hinaus sollten z. B. die deutschen Kommunen „im Umfang von fünf Milliarden jährlich von [den Kosten] der Eingliederungshilfe entlastet werden“.
Bereits vor der Verabschiedung des Bundesteilhabegesetzes im Jahre 2016 sollte „mit einer jährlichen Entlastung der Kommunen in Höhe von einer Milliarde Euro pro Jahr“ begonnen werden.
Auf einer Fachtagung zum BTHG in Potsdam am 2. März 2017 hob der Referent Marc Nellen, Leiter der Projektgruppe Bundesteilhabegesetz im Bundesministerium für Arbeit und Soziales, zwei Hauptziele des BTHG hervor:
1. Verbesserung der Lebenssituation von Menschen mit Behinderungen – Umsetzung UN-BRK;
2. Keine neue Ausgabendynamik.[7]

## Geschichte des Gesetzesvorhabens
Nach der Veröffentlichung des 1. Referentenentwurfs durch das Bundesministerium für Arbeit und Soziales am 26. April 2016 wurden Enttäuschung, Entsetzen und Trauer darüber geäußert, dass es angeblich massive Verschlechterungen und Einschnitte geben solle. Unter anderem sollten, so die Kritik, Menschen mit Behinderungen wieder in die Lage geraten können, dass sie oder ihre Betreuer gegen eine Unterbringung in Heimen und Psychiatrien nichts unternehmen können, wie es schon bis in die 1970er-Jahre der Fall war.
Die erste Lesung des Gesetzesentwurfs im Deutschen Bundestag fand am 22. September 2016 statt. Von Bündnis 90/Die Grünen wurde ein Antrag mit umfangreichen und grundlegenden Änderungen eingereicht.
Die Sitzung des Bundestags wurde von einer Vielzahl von Demonstrationen in Berlin und in anderen deutschen Städten begleitet. Auch der Bundesrat beschäftigte sich am 23. September 2016 mit dem Entwurf.
Nach der 2. und 3. Lesung im Deutschen Bundestag am 1. Dezember 2016 beschloss der Bundestag das Gesetz; am 16. Dezember 2016 passierte der Gesetzesentwurf den Bundesrat ohne Änderungen. Das Gesetz wurde vom Bundespräsidenten am 23. Dezember 2016 unterzeichnet und im Bundesgesetzblatt am 29. Dezember 2016 veröffentlicht. Das BTHG soll in vier „Reformstufen“ von 2017 bis 2023 in Kraft treten. Die erste Reformstufe ist Anfang 2017 in Kraft getreten; 2018 trat die zweite Reformstufe in Kraft und 2020 die dritte Reformstufe. 2023 soll die vierte und letzte Reformstufe (neue Kriterien zur Ermittlung der Leistungsberechtigung, Neufassung des § 99 SGB IX) in Kraft treten.

## Rechtliche Änderungen durch das Gesetz

### Grundsätzliche Änderungen
Insgesamt ist durch das Gesetz ein „Systemwechsel“ beabsichtigt, in dessen Zuge die „Eingliederungshilfe“ aus der Sozialhilfe herausgenommen und ein eigenes entsprechendes Leistungsrecht im Neunten Buch des Sozialgesetzbuches (SGB IX) begründet werden soll. „Dieses Leistungsrecht, als neuer Teil 2, nunmehr Bestandteil des SGB IX, zeichnet sich insbesondere durch seine personenzentrierte Ausrichtung und eine ganzheitliche Bedarfsermittlung aus. Die Unterscheidung nach ambulanten und stationären Leistungsformen wird aufgegeben.“
Das Bundesteilhabegesetz ist als Artikelgesetz sehr umfangreich.
- Es verschiebt alle Leistungen der Eingliederungshilfe für Menschen mit Behinderung aus der Sozialhilfe (SGB XII) in das Recht der Rehabilitation (SGB IX),
- regelt die Leistungen der Eingliederungshilfe auch inhaltlich neu,
- verändert die Regelungen zur Kostenheranziehung von Menschen mit Behinderung und ihren Angehörigen,
- bestimmt das Verfahren zur Beantragung und Bedarfsermittlung der Teilhabeleistungen,
- reformiert das Vertragsrecht zwischen den Einrichtungen/Diensten und den Kostenträgern der Eingliederungshilfe,
- verändert die Schnittstelle zur Krankenversicherung und zur Pflegeversicherung (das Pflegestärkungsgesetz III wird gleichzeitig mitgeregelt),
- erneuert das Recht zur Teilhabe am Arbeitsleben und
- reformiert den Allgemeinen Teil des Sozialgesetzbuchs (SGB IX).[25]

### Einzelbestimmungen
Das BTHG tritt in vier Stufen in Kraft, die im Zeitraum von 2017 bis 2023 realisiert werden. Damit gehen umfangreiche Änderungen im Recht der Rehabilitation und Teilhabe von Menschen mit Behinderungen nach dem SGB IX einher, „welches gewährleistet[,] dass Menschen mit Behinderungen ausgerichtet an ihren individuellen Bedarfen am Leben in der Gemeinschaft teilhaben können. Die dazu erforderlichen Hilfen werden zukünftig ganzheitlich und personenzentriert ermittelt.“
Stufe 1 (2017):
- Am 30. Dezember 2016 trat bereits als Vorschaltgesetz der komplette Art. 2 BTHG insbesondere zur Änderung des Schwerbehindertenrechts (Teil 2) in Kraft gemäß Art. 26 Abs. 2 BTHG.
- Das Arbeitsförderungsgeld für die ca. 300.000 Beschäftigten in den Werkstätten für Menschen mit Behinderung (WfbM) wurde von zuvor 26 Euro auf 52 Euro monatlich verdoppelt (Neufassung § 43 SGB IX).[33]
- Die Freibeträge für die Anrechnung von Einkommen aus selbständiger und nichtselbständiger Arbeit sowie die Vermögensschonsbeträge wurden heraufgesetzt.[23] Der Freibetrag für Erwerbseinkommen wurde um bis zu 260 Euro monatlich und für Barvermögen von 2.600 auf 27.600 Euro (durch die neu eingefügten § 60a[34] und § 66a[35] SGB XII) erhöht. Ab 1. April 2017 steigt für alle Hilfen nach dem SGB XII inkl. der existenzsichernden Leistungen der Vermögensschonbetrag von 2.600,- € auf 5.000,- €.[23] Ab 2020 soll dann das bisherige Beurteilungs- und Berechnungssystem durch ein neues, dem Einkommensteuerrecht angeglichenes Verfahren ersetzt werden, die Barvermögensfreigrenze dann rund 50.000 Euro betragen (nur für Leistungen der Eingliederungshilfe nach SGB IX).
- Es greifen neue Regelungen für eine verbesserte Mitwirkung der Menschen mit Behinderungen in Werkstätten für Menschen mit Behinderungen. Regelhaft wird es in den WfbM nunmehr auch eine Frauenbeauftragte geben.[23][32]
- Arbeitsmöglichkeiten der ehrenamtlich tätigen Schwerbehindertenvertretungen in Betrieben und Dienststellen werden durch verschiedene Maßnahmen verbessert: So wird der Schwellenwert für die Freistellung der Vertrauensperson von derzeit 200 schwerbehinderten Menschen im Betrieb auf 100 abgesenkt, der Arbeitgeber übernimmt auch die Kosten einer Bürokraft für die Schwerbehindertenvertretung in erforderlichem Umfang und die Kündigung eines schwerbehinderten Menschen, die der Arbeitgeber ohne eine Beteiligung der Schwerbehindertenvertretung ausspricht, ist unwirksam.[32]
- Im Bereich des Schwerbehindertenausweises gibt es das Merkzeichen „Tb“ für „taubblind“, wenn bei einem schwerbehinderten Menschen wegen einer Störung der Hörfunktion ein Grad der Behinderung von mindestens 70 und wegen einer Störung des Sehvermögens ein Grad der Behinderung von 100 anerkannt ist. Eine Ausweitung der Nachteilsausgleiche gegenüber denen, die bei Vorliegen dieser beiden Voraussetzungen separat bereits bisher gegeben waren, ist mit der Einführung des neuen Merkzeichens „Tb“ allerdings nicht verbunden. Schwerbehinderte Menschen, deren mobilitätsbezogene Teilhabeeinschränkung nicht im orthopädischen Bereich liegt, erhalten leichter den ihnen zustehenden Nachteilsausgleich. Denn im Zusammenhang mit der Benutzung von Behindertenparkplätzen wurde klargestellt, dass eine außergewöhnliche Gehbehinderung (Merkzeichen „aG“) nicht nur aufgrund von orthopädischen Einschränkungen, sondern beispielsweise auch wegen schwerer Beeinträchtigung innerer Organe vorliegen kann.[32]
- Das Bundesministerium für Arbeit und Soziales wird zu allen versorgungsärztlichen Angelegenheiten durch den Ärztlichen Sachverständigenbeirat Versorgungsmedizin beraten. Dieser Beirat bereitet insbesondere die Fortentwicklung der Versorgungsmedizinischen Grundsätze vor, die unter anderem für die medizinische Bewertung des Grades der Behinderung maßgeblich sind. Die wichtige Perspektive der Betroffenen und deren Sichtweise auf die Teilhabebeeinträchtigungen werden durch die Einbindung von zwei sachkundigen, mitberatenden tätigen Personen, die von Betroffenenverbänden benannt worden sind, besser berücksichtigt.[32]

Stufe 2 (2018):
- Am 1. Januar 2018 traten Änderungen bei fast allen Büchern des Sozialgesetzbuchs in Kraft.[38]
- Obwohl der Komplex „Teilhabe am Arbeitsleben“ aus dem Kontext von Regelungen zur Sozialhilfe herausgenommen werden soll, befinden sich vom 1. Januar 2018 bis zum 31. Dezember 2019 die betreffenden Vorschriften noch übergangsweise in den §§ 140 bis 145 SGB XII.
- Durch den geänderten § 35a SGB XI[39] haben nunmehr auch Pflegebedürftige einen Rechtsanspruch auf die Erbringung von Leistungen im Rahmen eines Persönlichen Budgets gegenüber der Pflegekasse, ein Ermessen der Pflegekasse besteht nicht mehr.[26]
- Aus dem Budget für Arbeit (BfA) können Arbeitgeber bundesweit einen Lohnkostenzuschuss von bis zu 75 Prozent für die Beschäftigung einer wesentlich behinderten (d. h. Eingliederungshilfe-berechtigten) Person erhalten i. S. d. Art. 1 § 61 SGB IX. Arbeitgeber erhalten bei Einstellung von Menschen mit wesentlichen Behinderungen Lohnkostenzuschüsse von in der Regel bis zu 75 Prozent des gezahlten Arbeitsentgeltes. Ergänzend werden die Kosten für die erforderliche Anleitung und Begleitung an der Arbeitsstelle übernommen.
- Mit der Eröffnung von Alternativen zum Besuch der WfbM durch die Schaffung neuer Angebote „anderer Anbieter“ wird die Teilhabe am Arbeitsleben erweitert. Für die im 1. Teil des SGB IX verankerte Teilhabeplanung treten diese Veränderungen bereits zum 1. Januar 2018 in Kraft.[23]
- Der leistungsberechtigte Personenkreis ist neu zu bestimmen, und die Feststellung des Hilfebedarfs ist gemäß den Grundsätzen der UN-BRK an ICF-Kriterien auszurichten.[23]
- Eine vom Bundesministerium für Arbeit und Soziales geförderte „Ergänzende Unabhängige Teilhabeberatung (EUTB)“ soll auf der Grundlage des § 32 SGB IX (neu) eine flächendeckende Beratung der Menschen mit Behinderung sichern und sie vor allem bei Entscheidungen im Vorfeld der Kontaktaufnahme mit den Leistungsträgern unterstützen.[23]
- Auf Initiative der Bundesländer und Kommunen wurde eine Regelung zur Evaluation der fachlichen und finanziellen Auswirkungen des neuen Rechts in das BTHG neu eingefügt. Um insoweit zu möglichst sicheren und detaillierten Erkenntnissen zu kommen, werden in den Jahren 2017 bis 2019 Modellprojekte gefördert, deren Auswertung wissenschaftlich begleitet werden soll.[23]
- Durch die Einführung eines neuen Teilhabeplanverfahrens ist ein einziger Reha-Antrag ausreichend, um Leistungen aus einer Hand zu erhalten, auch wenn Sozialamt, Integrationsamt, Rentenversicherung, Bundesagentur für Arbeit, Unfall-, Kranken- und Pflegekasse für unterschiedliche Leistungen zuständig sind. Mit Zustimmung oder auf Wunsch der Leistungsberechtigten werden zusätzlich Fallkonferenzen durchgeführt, in denen der individuelle Unterstützungsbedarf der Antragstellenden beraten wird. Damit wird die Partizipation von Menschen mit Behinderungen im Verfahren gestärkt, wenn mehrere Leistungsarten oder Zuständigkeiten in Frage kommen.[36][37]
- Das Gesamtplanverfahren knüpft an die zuvor beschriebenen Regelungen zur Teilhabeplanung an und regelt die Spezifika der Eingliederungshilfe. Neben den Leistungsbereichen der anderen Rehabilitationsträger sind auch die zuständigen Pflegekassen, die Träger der Hilfe zur Pflege und die Träger der Hilfe zum Lebensunterhalt zu beteiligen.[36][37]
- Zur einheitlichen und überprüfbaren Ermittlung des individuellen Rehabilitationsbedarfs sind alle Rehabilitationsträger ab dem 1. Januar 2018 verpflichtet, systematische Arbeitsprozesse und standardisierte Arbeitsmittel (Instrumente) zu verwenden, die eine individuelle und funktionsbezogene Bedarfsermittlung gewährleisten und weitere gesetzlich definierte Mindeststandards erfüllen müssen.[36][37]
- Alle Rehabilitationsträger müssen ab dem 1. Januar 2018 Ansprechstellen benennen, die barrierefreie Informationen zur Inanspruchnahme von Leistungen und zu Beratungsangeboten für Antragsteller, Arbeitgeber und andere Behörden bereitstellen. Damit wird der Zugang zu den Rehabilitationsträgern deutlich vereinfacht. Aufgrund der Verpflichtung der Ansprechstellen, sich untereinander über Zuständigkeitsgrenzen hinweg zu vernetzen, ist es zukünftig nicht mehr entscheidend, ob man die „richtige“ Behörde anspricht.[36][37] Durch eine ab dem 1. Januar 2018 gültige Änderung des § 11 des Gesetzes zur Gleichstellung von Menschen mit Behinderungen (Behindertengleichstellungsgesetz – BGG) sollen Bundesbehörden zudem Menschen mit geistigen und seelischen Behinderungen Bescheide, Allgemeinverfügungen, öffentlich-rechtliche Verträge und Vordrucke auf Anforderung in einfacher, verständlicher Weise erklären, wenn nötig auch in Form einer schriftlichen Übertragung in Leichte Sprache.[36][37]

Stufe 3 (2020)
- Einsatz von Einkommen und Vermögen: Neue Regelungen zur Einkommens- und Vermögensanrechnung in der Eingliederungshilfe im SGB IX. Es greift ein Vermögensschonbetrag in Höhe von ca. 50.000,- € (in der Hilfe zur Pflege verbleibt es bei einem Betrag von 25.000,- €).[23] Einkommen und Vermögen der Ehe- oder Lebenspartner von Eingliederungshilfe Beziehenden sollen künftig bei der Bedarfsbeurteilung nicht mehr herangezogen werden.
- Neue Leistungsformen: Die Trennung zwischen ambulanten, teilstationären und stationären Leistungen wird aufgegeben. Es erfolgt eine strikte Trennung von Fachleistungen und existenzsichernden Leistungen, nur die Fachleistungen liegen dann noch in der Zuständigkeit des Trägers der Eingliederungshilfe.[23] Für die existenzsichernden Leistungen gelten dann die Bestimmungen des SGB XII für Menschen mit und ohne Behinderung in grundsätzlich gleicher Weise.
- Abgrenzung der Leistungen in der Eingliederungshilfe und Pflege: Das Verfahren zur Klärung der Zuständigkeiten mehrerer Rehabilitationsträger wird ausgeweitet und präzisiert. Die Leistungen der Pflegeversicherung nach dem SGB XI und die Leistungen der Eingliederungshilfe nach dem SGB IX stehen auch zukünftig gleichrangig nebeneinander. Die Abgrenzung von Eingliederungshilfe nach dem SGB IX und Hilfe zur Pflege nach dem SGB XII soll durch das Lebenslagenmodell erfolgen.[23] Dies bedeutet: „Die Eingliederungshilfe umfasst die Leistungen der häuslichen Hilfe zur Pflege vor Erreichen der Regelaltersgrenze. Dies gilt auch nach Erreichen der Regelaltersgrenze, soweit erstmals vor diesem Zeitpunkt Leistungen der Eingliederungshilfe erbracht worden sind. Da die Eingliederungshilfe die Leistungen der Hilfe zur Pflege umfasst, gelten auch insoweit die günstigeren Einkommens- und Vermögensregelungen der Eingliederungshilfe. Bei Personen, die vor Erreichen der Regelaltersgrenze erstmals Anspruch auf Leistungen der Eingliederungshilfe haben, gilt diese Regelung auch über die Altersgrenze hinaus, soweit die Ziele der Eingliederungshilfe erreicht werden können. Für Personen, die nach der Regelaltersgrenze Pflegebedürftigkeit und Behinderung erleiden, besteht aufgrund der Gleichrangigkeit Zugang zu beiden Leistungen, dann wird die Hilfe zur Pflege als Sozialleistung jedoch nach den Vorschriften der Sozialhilfe erbracht.“[30]
- Volles Inkrafttreten der Eingliederungshilfe nach SGB IX, Teil 2, wobei einige Teile bereits auf 2018 vorgezogen wurden: Vertragsrecht in Kapitel 8 und Bestimmung der zuständigen Träger der Eingliederungshilfe nach § 94 Abs. 1 SGB IX.

Stufe 4 (2023)
- Die Unterstützung durch Eingliederungshilfe soll auf die Personen beschränkt werden, die mindestens in fünf von neun neu durch das Gesetz definierten Lebensbereichen Unterstützung benötigen[26], sofern ein entsprechendes Bundesgesetz beschlossen wird.[41] (neu eingefügter § 99 SGB IX[42]; Inkrafttreten am 1. Januar 2023 geplant). Bis zum 1. Januar 2023 gilt die Definition des leistungsberechtigten Personenkreises weiter wie sie sich bereits jetzt (Stand: März 2017) aus § 53 Abs. 1 und 2 SGB XII i. V. m. §§ 1 bis 3 Eingliederungshilfe-Verordnung ergibt. Auf der Basis der sich aus Art. 25 a BTHG ergebenden Fassung eines zukünftigen § 99 SGB IX soll die Neudefinition wissenschaftlich untersucht und modellhaft erprobt werden, damit zum 1. Januar 2023 eine abschließende Konkretisierung erfolgen kann.[23]

## Kritik

### Kritik im Vorfeld der Verabschiedung
Unter den Hashtags #nichtmeingesetz und #TeilhabeStattAusgrenzung kam im Vorfeld der Verabschiedung eine breite Protestkampagne mit verschiedenen Aktionen ins Rollen:

Nach wie vor war z. B. im Zusammenhang mit „Leistungen zur Teilhabe am Arbeitsleben“ von einem notwendigen „Mindestmaß an wirtschaftlicher Verwertbarkeit“ einer möglichen Mitarbeit von Betroffenen die Rede; es solle, so die Kritiker, auch weiterhin eine – wenn auch erheblich höhere als bisher – Vermögensgrenze für Empfänger von Eingliederungshilfe geben. Befürchtet wurde von Betroffenen und Fachverbänden darüber hinaus, dass sie im Zuge einer „Zwangspoolung“ bestimmte Unterstützungsleistungen unter Einschränkung ihrer Wahlmöglichkeiten nur noch gemeinsam mit anderen in Anspruch nehmen dürften und dass erheblich mehr anstatt weniger Bürokratie entstehen würde – entgegen der klaren Intention der Gesetzesneuauflage. Die Einschränkung der Unterstützung auf die Personen, die mindestens in fünf von neun Lebensbereichen Unterstützung benötigen (neu eingefügter § 99 SGB IX; Inkrafttreten am 1. Januar 2023 geplant), wurde abgelehnt. Die „Bundesvereinigung Lebenshilfe für Menschen mit Behinderung“ startete unter change.org eine Aktion, die bis Mitte Dezember 2016 insgesamt 71.625 Unterstützerunterschriften gesammelt hatte.
Der Sozialverband VdK Deutschland warf der Bundesregierung vor, dass deren Behindertenpolitik „von der bevormundenden Tradition der Fürsorge bestimmt“ (Paternalismus) bleibe. Insbesondere sei es unklar, wie eine am ICF orientierte Bedarfsermittlung mit dem Prinzip der Personenzentrierung im Sinne von Selbstbestimmung des Teilhabeberechtigten vereinbar sein soll. Wenn den Gesprächspartnern des Leistungsberechtigten bzw. seiner Vertrauensperson vor einer Teilhabekonferenz „nach Aktenlage“ der ICF-Befund, der Grad der Behinderung sowie der Grad der Erwerbsminderung bekannt seien, könnten Wünsche des Leistungsempfängers den Prozess der Bedarfsfeststellung nur noch modifizierend, aber nicht grundlegend beeinflussen. Die Kategorie des Defizits lasse sich nur schwer aus der Sichtweise des ICF herausfiltern (Ansatz: Wer x nicht könne, benötige objektiv die Maßnahme y als Hilfestellung). Letztlich sei es immer möglich, einen Leistungswunsch als „unangemessen“ zu bewerten, insbesondere dann, wenn er den bislang üblichen Kostenrahmen zu sprengen drohe.
Kritiker bemängeln generell, dass trotz der geplanten Entlastung der Kommunen die Änderungen im Zuge der Reform der „Eingliederungshilfe“ unter der Vorgabe der Kostenneutralität stünden. „Kosteneinsparungen und die Verwertbarkeit von Arbeitsleistung stehen im Vordergrund, nicht aber die Selbstbestimmung und Bürgerrechte von Menschen mit Behinderung. Hier soll offenbar in erster Linie ein Kostenbegrenzungsgesetz und weniger ein Inklusionsgesetz im Sinne der UN-Behindertenrechtskonvention auf den Weg gebracht werden“, so Ulrich Schneider, Hauptgeschäftsführer des Deutschen Paritätischen Wohlfahrtsverbandes. Der Vorwurf der „Unterfinanzierung“ der Reform wurde auch im Bundesrat erhoben.
Generell bleibe es dabei, dass Leistungen der Eingliederungshilfe eine Hilfebedürftigkeit voraussetzten, die zu staatlich finanzierten Transferleistungen im Rahmen des Fürsorgeprinzips führe. Nach wie vor bleibe die Eingliederungshilfe im Prinzip eine nachrangige Leistung. So müssten beispielsweise auch in Zukunft krankengymnastische Behandlungen in einer Werkstatt für behinderte Menschen über die Krankenversicherung abgerechnet werden, da Versicherungen, die leistungspflichtig seien (hier: nach dem SGB V), vorrangig zur Finanzierung herangezogen werden müssten. Für nachrangige Leistungen sei aber – trotz der Ausgliederung der meisten Regelungen, die Menschen mit Behinderung betreffen, aus dem SGB XII – die Logik der Sozialhilfe maßgeblich. Erkennbar sei das daran, dass auf Menschen mit Behinderungen, die in Wohnheimen leben, im Prinzip dieselben Regeln der Bedarfsermittlung wie für Hartz IV-Empfänger angewendet würden. Ausnahmen des Nachrangigkeitsprinzips gebe es nach dem BTHG nur für Leistungen nach dem SGB XI (d. h. für Leistungen der Pflegeversicherung), die nicht mehr vorrangig in Anspruch genommen werden müssten.
Matthias Löb, Direktor des Landschaftsverbandes Westfalen-Lippe (LWL), hielt den Gesetzesentwurf „trotz der Kritik für einen behindertenpolitischen Meilenstein“: „Menschen mit Behinderung sind für ihre Teilhabeleistungen nicht mehr auf die Sozialhilfe angewiesen, es wird deutliche Freistellungen von Einkommen und Vermögen geben. Alle Leistungsträger müssen zusammenarbeiten – Hilfen wie aus einer Hand. Richtig ist auch, dass gesellschaftliche Teilhabe nicht bei den Themen Wohnen und Arbeiten aufhört. Auch Kultur, Freizeit oder Mobilität sind wichtige Themen.“ Löb bemängelte allerdings, dass Menschen mit Behinderung nach wie vor in der Pflegeversicherung schlechter gestellt seien als nichtbehinderte Menschen und dass die finanziellen Folgen für die Kommunen nur schlecht abschätzbar seien, weil die Bedeutung des Begriffs „Behinderung“, wie er im neuen Gesetz definiert sei, erst noch von Behörden und Gerichten konkretisiert werden müsse. Das ist jedoch längst geklärt: Die UN-BRK steht seit ihrem Inkrafttreten in Deutschland im Rang eines Bundesgesetzes. Das BSG hatte diesem (geänderten) Begriffsverständnis bei der Auslegung des § 2 Abs. 1 SGB IX deshalb schon wiederholt Rechnung getragen. Die gesetzliche Neuregelung schafft insoweit lediglich begriffliche Klarheit im einfachen Bundesrecht. (Siefert, jurisPR-SozR 6/2017 Anm. 1)
Die „Aktionsplattform“ und Selbsthilfe-Initiative „AbilityWatch“ (dt. etwa Aufpassen aufs Können) eine „Disabled People’s Organisation“ (dt. „Organisation von behinderten Menschen“, DPO) stellte Anfang Mai 2016 „die zehn größten Mängel des Entwurfs zum Bundesteilhabegesetz“ zusammen.
Diverse Interessensgruppen nahmen Stellung.

### Kritik nach Einführung des Gesetzes
Nach Einführung des Gesetzes wurde kritisiert, dass die nach der Gesetzeskonzeption angedachte selbstbestimmte Entscheidungsfindung nicht nur für die Betroffenen selbst, sondern auch für ihre Angehörigen und die zuständigen Behörden zu kompliziert sei. Insbesondere ehrenamtliche Betreuer würden aufgrund des Bundesteilhabegesetzes ihr Amt wegen Überforderung aufgeben; es kam vermehrt zu Zahlungsausfällen bei den Trägern von Behindertenwohnheimen, weil notwendige Anträge nicht gestellt oder Verfahren nicht bearbeitet wurden.
Kritisiert wird zudem die praktische Handhabung der Umstellung der Leistung für bisherige Bewohner stationärer Einrichtungen der Behindertenhilfe, nunmehr „besondere Wohnform“ genannt. Zwar haben Leistungsberechtigte nach der Gesetzeskonzeption einen Anspruch auf den Regelbedarf der Regelbedarfsstufe 2, die Einrichtungsträger setzen jedoch häufig den Eigenanteil so hoch, dass die Bewohner im Ergebnis denselben Barbetrag erhalten wie vor Einführung des BTHG, um so die Kosten für die stationäre Unterbringung behinderter Menschen weg vom Land (Kostenträger des BTHG) zum Bund (Kostenträger der Grundsicherung) zu verlagern. Eine derartige Vertragsgestaltung zulasten des Leistungsberechtigten verstößt gegen § 7 Abs. 2 Satz 1 WBVG. Bewohner, die sich gegen diese Vertragsgestaltung zur Wehr setzten, wurde teilweise der Heimvertrag gekündigt und mit Zwangsräumung und Obdachlosigkeit gedroht.

## Sonstiges
Der Rahmenvertrag des Landes Sachsen-Anhalt zum Bundesteilhabegesetz wurde im März 2024 seitens des Landessozialministeriums gekündigt, was Kritik von Wohlfahrtsverbänden und Opposition nach sich zog.